# الواطئة (ردمان)

تعديل مصدري - تعديل

الواطئة هي إحدى قرى عزلة ال بقش بمديرية ردمان التابعة لمحافظة البيضاء، بلغ تعداد سكانها 62 نسمة حسب تعداد اليمن لعام 2004.